# A Dog of Flanders (roman)
Pour les articles homonymes, voir A Dog of Flanders.
A Dog of Flanders est un  roman anglais pour la jeunesse écrit par Ouida (pseudonyme de Marie Louise de la Ramée), publié en 1872. Inédit en France, il a été traduit tardivement en Belgique, en 1987, et seulement en néerlandais.
Il narre l'histoire d'un jeune garçon flamand nommé Nello, et de son chien, Patrasche, à Anvers, au XIXe siècle.
Au Japon, en Corée, en Russie et aux Philippines, ce roman est un classique populaire pour enfants depuis des décennies, qui a été adapté plusieurs fois en dessins animés japonais. Avant les années 1980, le roman était inconnu en Belgique. C'est l'Office de tourisme d'Anvers qui s'est aperçu que de nombreux touristes japonais venaient visiter la ville à cause du livre. Très vite, il a été décidé d'ériger, en 1985, une petite statue de Nello et du chien Patrasche. En 2003, Toyota a offert une plaque commémorative devant la cathédrale d'Anvers,, qui sera remplacée par une statue des deux héros de l'histoire.

## L'auteur
L'auteur s'est inspirée d'une visite dans le jeune État belge (indépendant en 1830), à une époque de dévastation de la production industrielle et du chômage. Elle a été témoin de l’exploitation du travail des enfants, souvent dans des conditions très difficiles. Elle n'aurait passé que quelques heures à Anvers, en 1871. Militante des droits des animaux, elle possédait de nombreux chiens.

## Résumé
Dans la Belgique du XIXe siècle, un garçon nommé Nello devient orphelin à l'âge de deux ans lorsque sa mère meurt dans les Ardennes. Son grand-père pauvre, Jehan Daas, qui vit dans un petit village près de la ville d'Anvers, le recueille. Un jour, Nello et son grand-père trouvent près d’un canal un chien battu à mort et mourant ; ils le nomment « Patrasche » et, grâce aux bons soins du grand-père, le chien retrouve la santé. Désormais, Nello et Patrasche sont inséparables. Le jeune garçon est obligé de travailler comme vendeur de lait, car le propriétaire anonyme et véreux du grand-père malade, exige qu'on lui paye un loyer plus élevé sous peine d'expulsion. Pour aider son petit maître, Patrasche le chien tire le petit chariot de lait jusqu'à la ville, chaque matin.
Nello se prend d'amitié pour Aloise, la fille de Baas Cogez, un homme aisé du village, mais Baas ne veut pas que sa fille s'attache à un pauvre. Bien que Nello soit analphabète, il est très doué pour le dessin. Il participe à un concours de dessin junior à Anvers, dans l'espoir de remporter le premier prix de deux cents francs belges par an. Mais le jury sélectionne un autre gagnant.
Quelque temps plus tard, un incendie se déclare dans la propriété de Baas. Pour échapper à l'accusation de négligence envers la propriété, Baas ment et suggère que Nello a causé l'incendie. Baas dit au jeune garçon qu'il ne reverra plus jamais Aloise.
Plus tard, le grand-père de Nello meurt et le propriétaire expulse immédiatement Nello et Patrasche, en plein hiver. Sans domicile, ils sont obligés d’errer dans les rues. Désemparé et misérable, Nello décide d'aller à la cathédrale d'Anvers pour voir les tableaux du peintre Rubens qui y sont exposés et qu'il a toujours rêvé de voir : L'Érection de la croix et La Descente de croix, mais l'exposition est réservée aux clients payants et il n'a pas d'argent. La nuit de la veille de Noël, Nello et Patrasche voient que la porte de l'église est restée ouverte ; ils entrent. Le lendemain matin, ils sont retrouvés morts de froid devant le tableau, enlacés.

## Popularité du roman au Japon
Inconnu en France, toujours peu connu en Belgique de nos jours, aujourd'hui oublié au Royaume-Uni et aux États-Unis, A Dog of Flanders connaît un grand succès au Japon, et ce, dès 1908. C'est en 1908, en effet, qu'un diplomate japonais se trouvant à New York, lut la longue nécrologie parue dans le New York Times concernant la mort de l'auteur, Ouida. Touché par l'article, il envoya un exemplaire du roman à des amis, au Japon. Quelques mois plus tard, l’œuvre fut traduite et devint l’une des histoires pour enfants les plus connues du Japon. Un engouement encore plus grand est apparu depuis 1975, après la diffusion d’une série d'animation japonaise (en 1975), qui a connu un énorme succès : le dernier épisode a été suivi par 33 millions de téléspectateurs. Depuis, la Belgique est une destination de vacances recherchée par les touristes japonais, et Anvers, un point fort, en partie grâce au roman, roman qui est étudié dans les écoles primaires et les lycées japonais. D'autres films et séries télévisées adaptés du roman, ont été réalisés au Japon (voir ci-après).
Les chercheurs attribuent la longue popularité du roman au Japon au fait qu'il incarne plusieurs valeurs et croyances culturelles japonaises. Le personnage de Nello remplit les trois caractéristiques typiques d’un héros japonais : l’échec, la sincérité et l’abnégation. Pour les héros japonais traditionnels, leurs actions sont plus importantes que les résultats qu’ils obtiennent ; un échec honorable vaut donc mieux que le succès. La deuxième caractéristique d'un héros japonais est la sincérité, l'honnêteté ou la loyauté : l'efficacité de ses actions n'est pas la chose la plus importante, mais l'attitude avec laquelle on agit. Nello est sincère, idéaliste, loyal, persévérant et vrai, et reste, malgré toutes les difficultés et les revers, honnête et courageux, continuant de vivre sa vie de manière positive. Enfin, en Nello se retrouve la troisième caractéristique d’un héros japonais : l'abnégation, une vertu qui résonne davantage dans la société japonaise fondée sur l'esprit de groupe, que dans les sociétés occidentales plus individualistes.
Enfin, la forte amitié entre les humains et les animaux, qui est au cœur de l'histoire, parle aux Japonais, car dans leur culture, l'amour pour les animaux prend souvent des proportions idylliques et mythiques.

## Hommages au roman
Depuis les années 1980, de plus en plus de tentatives sont faites en Belgique pour utiliser le roman comme attraction touristique.
- En 1985, une statue est érigée à Hoboken (Anvers). Les touristes à la recherche des lieux figurant dans le roman, visitent également la cathédrale d'Anvers et le tableau de Rubens, La Descente de croix devant lequel sont morts les héros de l'histoire.

- En 1985, en l'honneur de Nello et Patrasche, le dessinateur belge Paul Geerts crée l'album de bande dessinée Het Dreigende Dinges[11] (litt. : « la chose menaçante »), album faisant partie de la série Bob et Bobette (Suske en Wiske Het). L'album est traduit en japonais.

- En 2003, Toyota offre une plaque commémorative placée devant la cathédrale d'Anvers. Sous forme de fausse pierre tombale, elle portait l'inscription suivante, en anglais et en japonais : « Nello et son chien Patrasche, personnages principaux de l'histoire A Dog of Flanders, symboles de l'amitié véritable et sincère, de loyauté et de dévouement »[12]. Elle sera enlevée en 2016 et remplacée par une statue de Nello et Patrasche (voir ci-après).

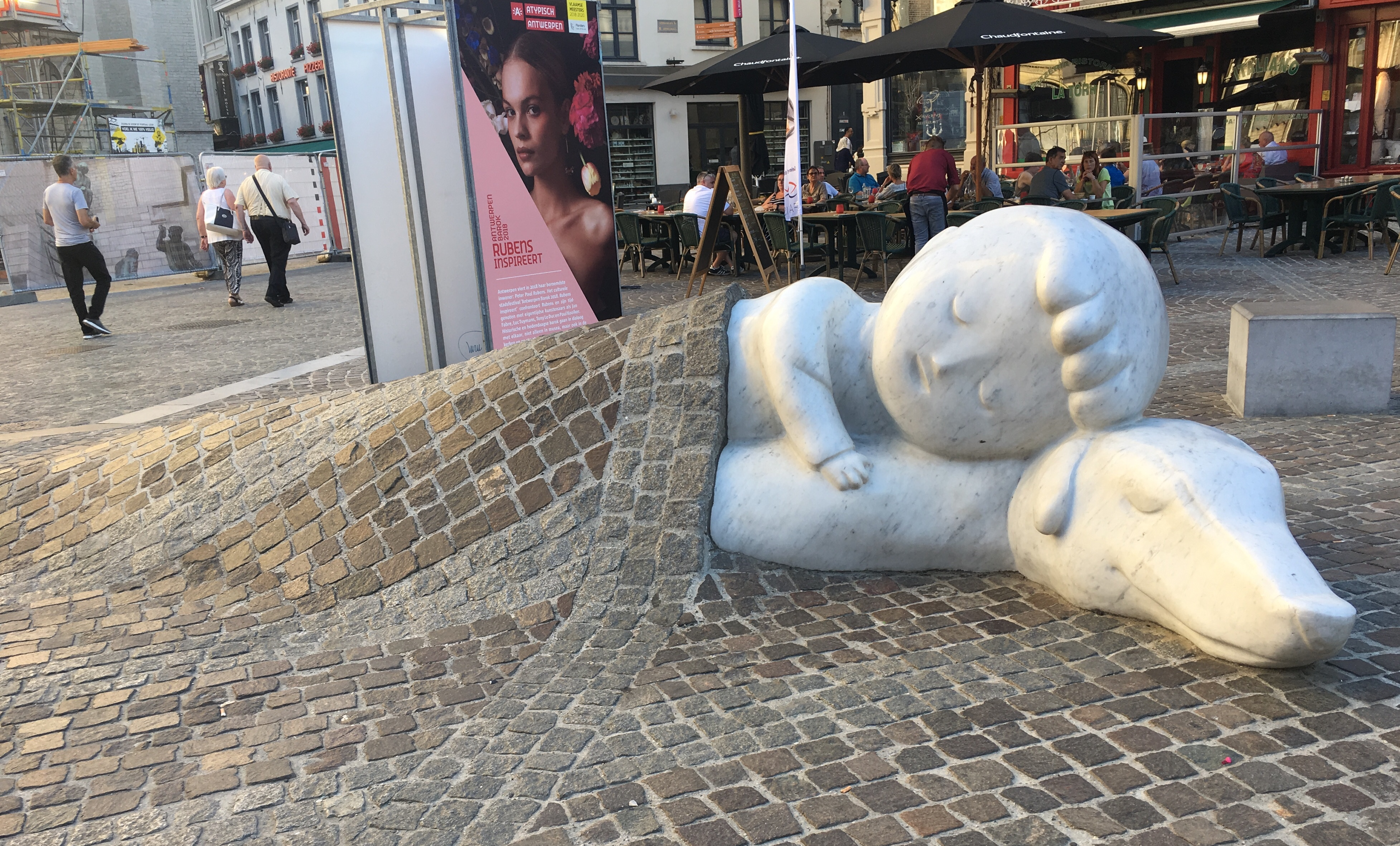
Sculpture de Nello et de Patrasche devant la cathédrale d'Anvers, tels que décrits à la fin du roman.

- En 2010, à l'occasion du 25e anniversaire de la traduction du livre en néerlandais, et afin de populariser le roman, une pièce d'argent d'une valeur nominale de vingt euros est émise en Belgique[13], tirée à 40 000 exemplaires.

- En 2016, une sculpture en marbre blanc représentant Nello et Patrasche couchés et endormis, a été placée devant la cathédrale d'Anvers. Les pavés de la rue s'élèvent à la hauteur de la statue, qu'ils recouvrent comme une couverture. L’œuvre est de l'artiste Batist Vermeulen.

## Adaptations au cinéma et à la télévision
Cinéma
- 1914 : A Dog of Flanders[14],[15], film américain (avec une fin tragique fidèle au roman) ;
- 1924 : L'Enfant des Flandres, film américain (avec une fin heureuse) ;
- 1935 : A Dog of Flanders, film américain (avec une fin heureuse) ;
- 1960 : L'Orphelin et son chien, film américain (avec une fin heureuse) ;
- 1999 : Nello et le Chien des Flandres, film américain (avec une fin tragique fidèle au roman).

Télévision
- 1975 : Flanders no inu, une série d'animation japonaise et américaine en 52 épisodes (avec une fin tragique fidèle au roman).
- 1992 : Un chien des Flandres, série d'animation japonaise en 26 épisodes (avec une fin tragique fidèle au roman).

Film documentaire
- 2007 : Patrasche, un chien des Flandres, documentaire japonais réalisé par Didier Volckaert et An van Dienderen[16], documentaire belge.